# نفل حارق
النفل الحارق (باللاتينية: Trifolium squarrosum) نوع نباتي من جنس النفل من الفصيلة البقولية.

## الموئل والانتشار
موطنه الأصلي بلاد الشام والمغرب العربي وحوض البحر الأبيض المتوسط وألمانيا.

## مرادفات للاسم العلمي
- (باللاتينية: Trifolium dipsaceum Thuill.)
- (باللاتينية: Trifolium panormitanum C. Presl)